# Macarrão
Macarrão, właśc. José Manuel Augusto (ur. 8 marca 1937 w São Gonçalo) – piłkarz brazylijski, występujący na pozycji napastnika.

## Kariera klubowa
W czasie kariery piłkarskiej Macarrão grał w Botafogo FR. W Botafogo grał na przełomie lat pięćdziesiątych i sześćdziesiątych. Z Botafogo zdobył mistrzostwo stanu Rio de Janeiro – Campeonato Carioca w 1961 oraz wicemistrzostwo w 1959 roku.

## Kariera reprezentacyjna
W 1960 roku Macarrão uczestniczył w Igrzyskach Olimpijskich w Rzymie. Na turnieju Macarrão był rezerwowym i nie wystąpił w żadnym meczu grupowym reprezentacji Brazylii.